# Melisa Wallack
Melisa Wallack, née le 18 avril 1968  à Wayzata, au Minnesota, est une scénariste et réalisatrice américaine.
Avec le scénariste Craig Borten, elle a été nommée pour l'Oscar du meilleur scénario original en 2013 pour le film Dallas Buyers Club.

## Biographie
Melisa Wallack naît à Wayzata, une petite ville près de Minneapolis, dans une famille de six enfants. Elle obtient un baccalauréat ès lettres en anglais et un Baccalauréat ès sciences en commerce. 
Après l'université, elle retourne à Minneapolis, et en 1991, avec sa sœur Andrea, elle fonde Night Owl, une société spécialisée dans la gestion de documents et de découverte de données pour les grandes entreprises. Lorsque la société s'étend à la côte Ouest en 1995, Wallack déménage à Los Angeles et, après avoir côtoyé beaucoup d'écrivains, elle décide de devenir scénariste.
Elle collabore avec Craig Borten pour l'écriture du scénario de Dallas Buyers Club, basé sur l'histoire réelle du militant contre le sida Ron Woodroof. Bien que Wallack et Borten vendent le script dans les années 1990, le film n'entre pas en production pendant plusieurs années et ne sort qu'en 2013, presque vingt ans après son écriture. Le film remporte de nombreuses récompenses, y compris une nomination pour l'Oscar du meilleur scénario original.
Après avoir vendu le script de Dallas Buyers Club, Wallack est citée par le magazine Variety parmi les « dix scénaristes à surveiller » en 2005. Son premier long métrage à être produit est Meet Bill (2007), qui Wallack a écrit et réalisé avec son mari, Bernie Goldmann. Elle écrit ensuite l'histoire de Mirror, Mirror (2012), une adaptation du conte de fées Blanche-Neige, avec Julia Roberts dans le rôle-titre.
Les projets de Wallack comprennent le scénario d'Emily the Strange et une réécriture de The Last Witch Hunter.

## Filmographie
- 2007 : Meet Bill (scénariste, réalisatrice)
- 2012 : Blanche-Neige (Mirror, Mirror) (dialoguiste)
- 2013 : Dallas Buyers Club (scénariste)
- 2014 : Believe (série télévisée, épisode Prodigy)
- 2015 : The Last Witch Hunter (scénariste)

## Distinctions
- Dallas Buyers Club :
  - 2013 : 86e cérémonie des Oscars : nomination pour l'Oscar du meilleur scénario original
  - 2013 : 66e cérémonie des Writers Guild of America Awards : nomination pour le prix du meilleur scénario original